# يافثيون

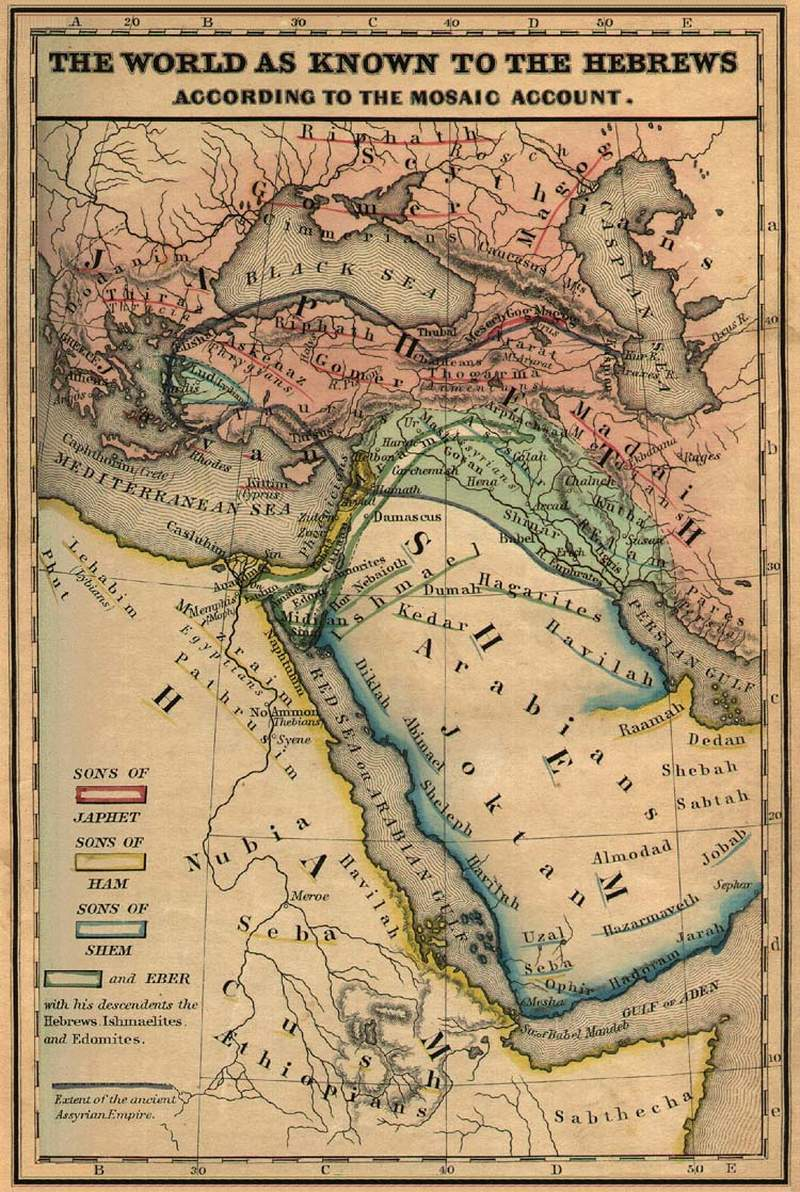
خريطة تصور أماكن تواجد نسل نوح، اللون الأحمر يشير إلى سلالة يافث بن نوح وهم اليافثيون.

الْيَافِثِيُّون هو مصطلح تاريخي لشعوب أنها انحدرت من يافث ابن النبي نوح، وعُرف أبناء يافث بأنهم أكبر الشعوب انتشارًا من بين أبناء نوح.

## سُلالةُ يافِث[3]
• يأجوج ومأجوج
• الروم
• الترك
• الصقالبة
• سورانيل
• فارس